# 유희태
유희태(柳凞泰, 1953년 10월 23일~)는 대한민국의 정치인이다. 제46대 완주군수이다.

## 학력
- 전주상업고등학교 졸업
- 한국방송통신대학교 행정학 학사
- 우석대학교 행정학 학사
- 전북대학교 경영대학원 석사
- 전주대학교 대학원 경영학 박사과정 수료

## 경력
- 기업은행 노동조합 위원장
- 기업은행 평촌지점장
- 기업은행 성수2가지점장
- 기업은행 호남지역본부장
- 기업은행 경기중앙지역본부장
- 기업은행 카드사업본부 부행장
- 기업은행 부행장
- 민들레포럼 대표
- 전라북도바둑협회 회장
- 더불어민주당 전북도당 부위원장
- 더불어민주당 정책위원회 부의장
- 2022.07 ~ : 제46대 민선 8기 전라북도 완주군수

## 역대 선거 결과
| 실시년도 | 선거      | 대수 | 직책 | 선거구      | 정당         | 득표수   | 득표율          | 순위 | 당락 | 비고           |
| -------- | --------- | ---- | ---- | ----------- | ------------ | -------- | --------------- | ---- | ---- | -------------- |
| 2022년   | 지방 선거 | 46대 | 군수 | 전북 완주군 | 더불어민주당 | 16,329표 | \| \| 40.89% \| | 1위  |      | 초선, 민선 8기 |
|          | 40.89%    |      |      |             |              |          |                 |      |      |                |

| 전임 박성일 | 제46대 전라북도 완주군수 2022년 7월 1일~ |  |